# エレクトリック・ヴァイオリン
エレクトリック・ヴァイオリン（Electric Violin）は、音響部に電気回路を用いた電気楽器である。「電子ヴァイオリン」とも呼ばれる。
「サイレント・バイオリン」はヤマハ製エレクトリック・ヴァイオリンの商標である。
本項ではヴァイオリンの項を踏まえて説明を行う。

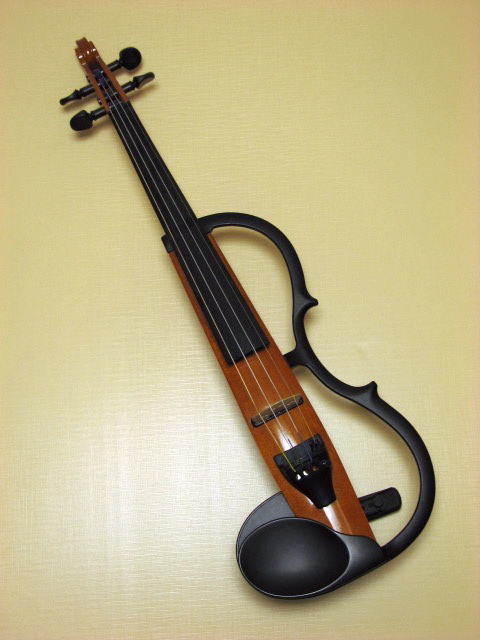
エレクトリック・ヴァイオリンの外観
ヤマハ製SV-100
共鳴胴に当たる部分に注目。

## 音響のしくみ
ヴァイオリンと同じ演奏方法により、弓で弦を擦ることで振動を発生させるが、共鳴胴がないため、振動はピックアップで電気信号に変換される。
これをアンプで増幅してスピーカーに音を出して演奏する。
プリアンプを内蔵し、ヘッドフォンを付けて演奏できる製品も多い。
なお、通常のヴァイオリンにピックアップを取り付けて、楽器のアコースティック音を電気信号として取り出す場合は、エレクトリック・アコースティック・ヴァイオリンと呼び、構造や音響の仕組みとしては別のものである。

## 構造

### 本体
基本的な外観は共鳴胴の存在しないヴァイオリンである。
共鳴胴の代わりに共鳴胴の形に外枠を持つ製品も多いが、基本的には肩当てなどの装具を付けるためや、高ポジション演奏時の違和感排除、市販のケースに合わせるためのデザインであり、音響構造上は枠も必要ない。一部製品には枠が全くなくネックからテールピースまで棒状のデザインも存在する。
共鳴胴がない以外は、糸巻き、ネック、指板などは一般的なヴァイオリンと同じ構造である。
テールピースや顎当てが本体と一体化していたり、専用の肩当てを使う製品もあるが、市販品を使える製品も多い。
日本でなじみ深いのは、通常のヴァイオリンのイメージで外枠をデザインし、本体、指板からテールピースに至るまでヴァイオリンと同じ素材を使った物だが、ラメ入りの塗装を施したものや、透明なプラスチックボディの製品、果てはエレクトリックギターと見まごう形状まで造られている。
通常のヴァイオリンでも5弦の物が存在するが、エレクトリック・ヴァイオリンでは7弦の物もある。
電気楽器であるため、本体にはラインアウト端子や、電池ボックスが内蔵されている。また、最低限の調整は必要である。例えば弦間や駒のと指板表面のカーブとの整合などは行う必要がある。

### ピックアップ
弦の振動はピックアップで電気信号に変換されるが、本体内にピックアップを内蔵し、その上に駒を立てる場合の他、駒自身がピックアップとなっている製品もある。駒自身がピックアップでない場合、駒は通常のヴァイオリンと同じ物が使用できる。
ピックアップ自体は方式により2種類存在する。
- マグネティックピックアップの場合は、弦の振動を電磁誘導として検出する。
- ピエゾピックアップの場合は、弦の振動を駒を通じ、圧電効果として検出する。

### 弦・弓
擦弦楽器としての弦と弓の関係は変わらないため、通常のヴァイオリン用の弦と弓が利用できる。
ただし、マグネティックピックアップの場合は、電磁誘導可能なスチール弦を使用しなければならない。
製品によっては専用弦も発売されている。
弦の張り方、調弦などは通常のヴァイオリンと全く同じだが、共鳴胴がないため、全ての弦を外しても魂柱が倒れるなどの問題がない。

## ヴァイオリンの音との違い
通常のヴァイオリンのような共鳴胴による「鳴り」や「揺れ」が無いか、弱いため、音質的には劣る。最近の製品はこれらを克服すべく改良が加えられているが、楽器を体に密着させて演奏する者が聞く音と、スピーカーやヘッドフォンから聞く音（楽器から離れて聞く者が聞く音）は違い、演奏者はこれを予め理解しておかなければならない。
基本的には共鳴胴の無い分、本体から発するアコースティックな音は小さく、消音器を付けた通常のヴァイオリン程度である。
日本ではヤマハの「サイレント・バイオリン」の名前のために「無音」であると誤解を招くことがあるが、無音ではない。

## 用途
アンプで増幅可能となった事により、現代の音楽であるロックやダンスミュージックなど、通常のバイオリンでは音量不足のために参加できなかったジャンルの音楽にも、十分対応できるようになった。そのため、ライブにおいてエレクトリック・ヴァイオリンを使うプロ・ミュージシャンも存在する。例えば、FictionJunctionのコンサートにおいてヴァイオリニストの今野均が使用している。
一般的には、通常のヴァイオリンに対して音が小さいため、夜間やマンションなど、外部への騒音を気にする場での練習に使われる事が多い。
また、練習などでアンプを繋がない場合は、重い金属ミュートを装着した方が、胴からの雑音が消えて聞きやすい音となる。